# Экбалие (Альборз)
Экбалие (перс. اقبالیه‎) — село на севере Ирана, в остане Альборз. Входит в состав шахрестана Назарабад. Является частью дехестана (сельского округа) Танкеман бахша Танкеман.

## География
Село находится в юго-западной части Альборза, к югу от гор Эльбурс, на расстоянии приблизительно 21 километра к западу от Кереджа, административного центра провинции. Абсолютная высота — 1276 метров над уровнем моря.

## Население
По данным переписи 2006 года население села составляло 494 человека (278 мужчин и 216 женщин). В Экбалие насчитывалось 123 домохозяйства. Уровень грамотности населения составлял 75,91 %. Уровень грамотности среди мужчин составлял 78,42 %, среди женщин — 72,69 %.